# Hans Kraus-Hübner
Hans Kraus-Hübner, Künstlername Art Forland, (* 15. Oktober 1941 in Oppeln) ist ein deutscher Komponist.

## Leben
Im Alter von 10 Jahren lernte er autodidaktisch Akkordeon und schrieb seine ersten Kompositionen für dieses Instrument. Im Alter von 14 Jahren erhielt er Klavierunterricht und studierte nach dem Gymnasium Schulmusik an der Musikhochschule München. Nach diesem Abschluss folgte ein musikwissenschaftliches Studium an der Universität Regensburg mit einem Lehrauftrag für Kontrapunkt.
Während seiner Unterrichtstätigkeit in Altdorf veranstaltete er etliche Jazz-Kurse in Zusammenarbeit mit der MJD (Musikalischen Jugend Deutschlands) und trat mit der Rock-Jazz-Formation „Ex Ovo Pro“, in der ursprünglich auch der Saxofonist Klaus Kreuzeder mitwirkte bei Jazzfestivals (unter anderem beim Jazzfestival Burghausen) auf.
Seit 2012 arbeitet er mit dem Ensemble für Neue Musik Pegnitzschäfer-Klangkonzepte unter Leitung von Wilfried Krüger zusammen. Kompositionen entstanden auch für  Live-Elektronik in Verbindung mit akustischen Instrumenten z. B. Horn, Klarinette und Orgel.
Rundfunkaufnahmen erfolgten mit dem vom Bayerischen Rundfunk betriebenen Studio Franken und dem SWR.
Im Jahre 2023 erhielt Hans Kraus-Hübner den Ehrenpreis Kultur 2023 der Stadt Altdorf und der Raiffeisenbank im Nürnberger Land.

## Werke
Orchester
- Konzert für Orchester und Schlagzeug (Uraufführung 1974)
- Pulsation für großes Orchester (Uraufführung 1976 Universität Regensburg)
- Rhapsodie Cantabile für Mezzosopran und Orchester (Uraufführung zum 10. Internationalen Nürnberger Menschenrechtspreises 2005 mit dem Kammerorchester Bad Brückenau unter Ulf Klausenitzer; weitere Aufführungen unter J. Blank mit dem Orchester der Bayerischen Kammerakademie in Erlangen und im Schwarzenfelder Musiksommer)

Oratorien
- Ordo Virtutum eine Neuvertonung der Texte der Hildegard v. Bingen im Zusammenwirken mit der Münchner Gruppe Estampie (Uraufführung 1991 Kloster Bingen; Weitere Aufführungen in München, Meschede, Augsburg, Heidelberg)
- Zeitenwenden (Uraufführung 2001 Altdorf)
- Legende der Hl. Walburga mit den Texten des Schriftstellers Reinhard Knodt (Uraufführung 2002 Münster Heidenheim, 2004 in Eichstätt im Rahmen des Fränkischen Sommers)

Oper
- Ganna oder die Wahnwelt ein Auftrag des Stadttheaters Fürth zur 1000-jährigen Feier der Stadt (Uraufführung 2007 mit dem Libretto des Schriftstellers Jörg Gronius. Es spielten die Nürnberger Symphoniker unter dem Dirigat von Frank Strobel)
- Liebesfluch, ein Psychodrama über den Dichter Georg Trakl (Uraufführung 2014 zu den Traklfestspielen in Salzburg unter der Regie von Bruno Berger-Gorski mit dem Dirigat von Marino Formenti)
- Oh, wie schön ist Panama, eine Kinder –und Familienoper im Auftrag des Dehnberger Hoftheaters Lauf unter der Regie von Andrea Mellis (Uraufführung 2011. Das Werk wurde in den Spielplan der Oper Bonn übernommen)

Theatermusik
- Käthchen von Heilbronn 1980 (Staatstheater Karlsruhe)
- Das Feuerzeug 1980 (Staatstheater Karlsruhe)
- Gespräche mit dem Henker 1981 (Bliss-Theater München)
- Königshaut (Uraufführung 2002 im Schloß Fronberg/Schwandorf)

Filmmusiken
- Dreiteiler Goebbels 2004 (erhielt den Bayer. Fernsehpreis)
- Dokumentarfilme über Aristoteles Onassis, Evita 2004, Joana und die Mächte der Finsternis 2011 (Regie: Andrea Morgenthaler); Geschichten von Anderswo, Muhamad Ali (Regie: Christian Weisenborn); Anderland und Clown und Co (Regie: Jörg Grünler)

## Diskografie
Hörspiel
- Königshaut, ein Hördrama des Schriftstellers Wolfsmehl mit den Sprechern Klaus Maria Brandauer, Walter Schmidinger und Dietmar Mues

Unter dem Namen Art Forland veröffentlichte CDs mit elektronischer Musik
- Inner Circles
- Hyper Spirit
- Eiskalte Leidenschaften
- Wege
- Ubar
- Stations